# Flosmaris grandis
Flosmaris grandis is een zeeanemonensoort uit de familie Isophelliidae.
Flosmaris grandis is voor het eerst wetenschappelijk beschreven door Hand & Bushnell in 1967.